# Reina (Badajoz)
Reina és un municipi de la província de Badajoz a la comunitat autònoma d'Extremadura, a la comarca de Campiña Sur.